# 托马斯·施坦加辛格
托马斯·施坦加辛格（德語：Thomas Stangassinger，1965年9月15日—），奥地利男子高山滑雪运动员。他曾代表奥地利参加1988年、1992年、1994年和1998年冬季奥林匹克运动会高山滑雪比赛，获得一枚金牌。